# Mitra straminea
Mitra straminea är en snäckart som beskrevs av Arthur Adams 1853. Mitra straminea ingår i släktet Mitra och familjen Mitridae. Inga underarter finns listade i Catalogue of Life.